# 论永久和平
《论永久和平》（Zum ewigen Frieden），或译《永久和平论》，是德意志哲学家康德的一篇著名论文。论文分为两个部分，阐述了康德关于国际社会如何保持和平的法哲学理论。

## 文章内容

### 第一部分 关于各个国家之间的永久和平的预备条款
1. “任何和平条约如果在签订时保留了在将来发动战争的隐蔽的可能性，则不应认为是和平条约。”
2. “任何一个独立自主的国家，不论大小，均不得由另一个国家用继承、交换、买卖或赠送的手段收为己有。”
3. “常备军应当逐步完全废除。”
4. “国债不应当用于国家对外斗争方面。”
5. “任何国家都不应当用暴力干涉其他国家的宪法和政府。”
6. “任何国家在与他国交战时，都不应当采用那些必定会使在未来和平条件下建立互相信任成为不可能的敌对行动，诸如向交战国遣派刺客，撕毁投降书，策动叛变，等等。”

### 第二部分 国家之间的永久和平的正式条款
第一項正式條款：「每一個國家的公民憲法都應該是共和制的。」
這裡必須注意「共和制」和「民主制」在此特定語境中的涵義。就像大多數啟蒙時期的哲學家一樣，康德認為在民主制中「人民自己行使執行權（executive power）」，是指人民永遠是自己的事情的法官，顯然並不合理。啟蒙時期的主流說法，認為共和制是指立法權和執行權彼此分離（不管執行權是轉交给一個人還是許多人）的政體，也就是今天所謂的“代议民主制”。
第二項正式條款：「國際法應建立在自由國家的聯邦制之上。」
絕不存在關於戰爭的國際法，法即和平，戰爭本身就不合法，若能維護這一項條款，就不會有戰爭。
第三項正式條款：「世界公民法應依據普遍受到友好接待的條件加以限定。」
這項體現了所謂的 Universal Right of Hospitality，即每一個人不會因為只是踏上別國土地就受到敵意對待，即便該國單純根據國家法原則本來完全有權力這樣規定。
附加條款 三項關於永久和平的保證（略）

## 评价
第一部分的六项条文从消极方面（negative）鼓励缔结和平合约，并藉此逐步使常备军失效，进而废除常备军。第二部分则积极（positive）且明确地要求共和制的公民宪法、联邦主义为基础的国际法，与世界公民权。值得注意的是，康德并不认为建立一个“世界政府”是可行的。他希望以共和制国家的联合来实现国际社会的持久和平。
康德提出的国际永久和平思想，在面世后反响平平，却在之后深刻影响了现代国际法和外交准则。国联、联合国，都被视作是康德理论的某种尝试，而正在进行中的欧盟的实践，则更证明了康德理论的生命力。儘管康德有關“民主国家间不会发生战争”的论证被一些学者质疑，当代某些热衷推广民主的组织還是往往以康德的理论论证他们工作的必要性。
《论持久和平》看似是关于国际政治的理论，但其实它和康德的道德哲学一脉相承，都体现了理性对行为的约束力。如果将本文放入康德的哲学体系中，不难发现它是康德关于个人、国家的实践理性理论的进一步提升。
正如康德著作一贯的严肃笔调，《论永久和平》的行文如定言令式一般簡潔有力，宛如正式条约。